# Scylaceus
Scylaceus is een geslacht van spinnen uit de familie hangmatspinnen (Linyphiidae).

## Soorten
De volgende soorten zijn bij het geslacht ingedeeld:
- Scylaceus pallidus (Emerton, 1882)
- Scylaceus selma (Chamberlin, 1949)